# Komjatná
Komjatná este o comună slovacă, aflată în districtul Ružomberok din regiunea Žilina. Localitatea se află la altitudinea de 634 m deasupra n.m., se întinde pe o suprafață de 14,54 km2 și în 2017 număra 1.508 locuitori. Se învecinează cu Valaská Dubová, Ružomberok și Švošov.

## Istoric
Localitatea Komjatná este atestată documentar din 1330.

## Demografie
| An:                | 1994 | 2004   | 2014   | 2024   |
| ------------------ | ---- | ------ | ------ | ------ |
| Număr de persoane: | 1392 | 1485   | 1521   | 1574   |
| Diferență:         |      | +6,68% | +2,42% | +3,48% |

| An:                | 2023 | 2024   |
| ------------------ | ---- | ------ |
| Număr de persoane: | 1573 | 1574   |
| Diferență:         |      | +0,06% |